# Lahamu
Lahamu (Lakhamu) i Lahmu (Lakhmu) (en cuneïforme 𒀭𒌓𒈬 o 𒀭𒈛𒈬, d laḫ-mu, literalment 'pelut') són dues deïtats germanes de la mitologia babilònica, fills d'Apsu i Tiamat, segons es llegeix a l'Enuma Elix. Normalment se'ls coneix com els peluts o barbuts, o també pels fangosos. Tenien tres parells de rinxols i estaven despullats excepte per una faixa triple de color roig, i eren també representats per una serp. Lahmu i la seva germana Lahamu van ser els pares d'Anshar i Kishar, els pares d'An i, per tant, avantpassats d'Ea i Marduk segons aquesta teogonia específica.
Es diu que representaven el llot, o el sediment, d'aquí que fossin coneguts com «els fangosos», i també se'ls deia «els pensants». La funció que tenien aquests déus, era guardar les portes del E-Apsu i feien de porters de la morada o temple d'Enki/Ea a Èridu, i més tard també del seu fill Marduk. Mai són anomenats per separat. Alguns textos parlen de fins a 50 Lahmu diferents que feien de guardians, i és possible que originàriament fossin esperits fluvials que a més tenien cura dels animals domèstics i dels salvatges. Eren personatges apotropaics, que protegien les cases dels dimonis, però en algunes èpoques no van ser considerats totalment divins.
El significat del nom de la ciutat de Betlem originalment Beth-Lehem o Bit-Lahmi, era «casa de Lahmu o Lahamu».